# Cyathea impolita
Cyathea impolita är en ormbunkeart som beskrevs av Rakotondr. och Janssen. Cyathea impolita ingår i släktet Cyathea och familjen Cyatheaceae. Utöver nominatformen finns också underarten C. i. michelii.